# Code de conduite de La Haye contre la prolifération des missiles balistiques

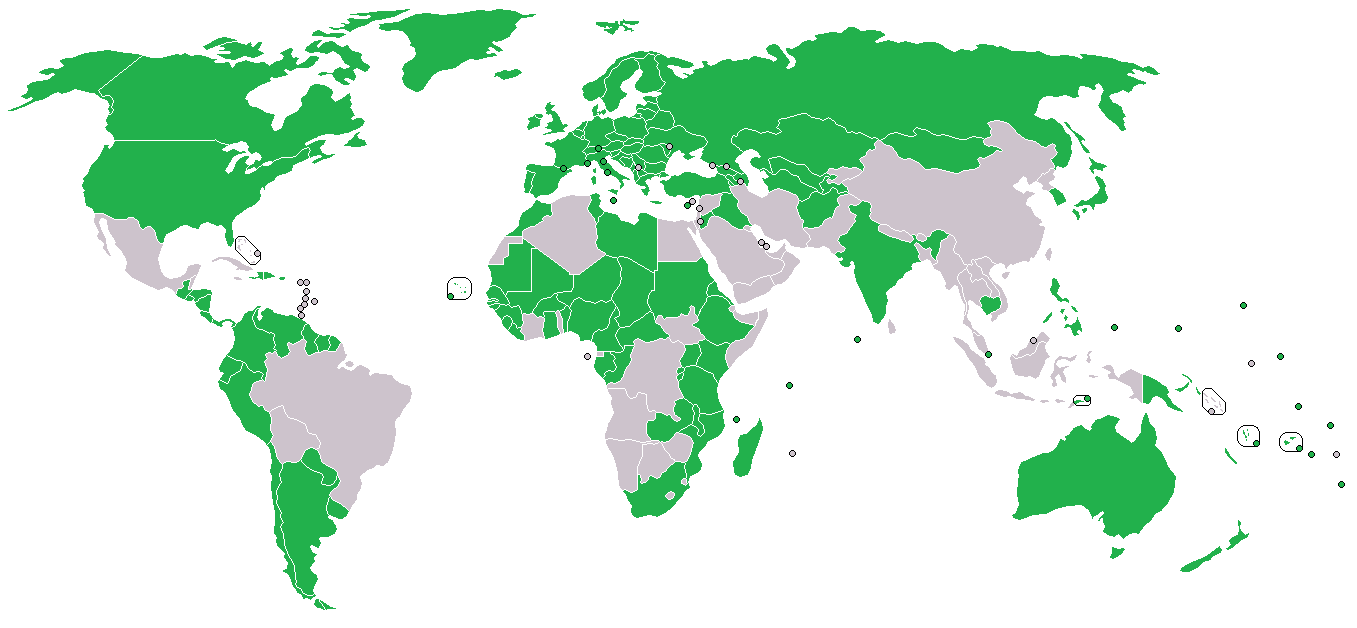
États membres du Code de conduite de La Haye

Le Code de conduite international contre la prolifération des missiles balistiques, aussi connu sous le nom de Code de conduite de La Haye (HCoC), a été adopté le 25 novembre 2002 à La Haye par 101 pays. Son objet est de contribuer à réduire la prolifération de vecteurs balistiques pouvant emporter des armes de destruction massive.

## Contexte
Le HCoC s'inscrit dans le prolongement des avancées importantes enregistrées durant les années 1990 dans la non-prolifération multilatérale grâce au Traité d'interdiction complète des essais nucléaires (CTBT) et à l'extension indéfinie du Traité de non-prolifération nucléaire (TNP).
Ce code instaure des mesures de confiance et de transparence en matière de missiles balistiques, telles que la pré-notifications de tirs de missiles, une déclaration annuelle ou des visites de sites sur une base volontaire. Il ne concerne pas les missiles de croisière. Il n'est pas contraignant sur le plan du droit international.
Le HCoC complète le Régime de contrôle de la technologie des missiles (MTCR). Les membres du MTCR, constatant que le contrôle des exportations ne pouvait être la seule réponse à la prolifération des missiles, ont cherché, à partir de 1999, à créer un instrument nouveau encadrant le comportement des Etats dans ce domaine. Le HCoC vise à limiter les programmes de développement de missiles balistiques, là où le MTCR cherche à rendre plus difficile leur aboutissement en contrôlant l’offre de technologies.
Ayant délibérément choisi une approche souple et non prescriptive, le HCoC affirme que la prolifération des missiles est porteuse de risques pour la paix et la sécurité internationales, et pose des règles de conduite acceptables par la quasi-totalité des États membres de l'ONU sur une question qui n’avait fait jusqu’alors l’objet d’aucune réelle réflexion internationale.
Le HCoC a été conçu à un moment où la prolifération des missiles balistiques était fortement associée à celle des armes de destruction massive. Il se trouve confronté au fait qu'au moins sur les portées courtes, les missiles balistiques sont de plus en plus utilisés pour des missions de frappe conventionnelle grâce à l'amélioration de leur précision. En ciblant les missiles balistiques capables d’emporter une arme de destruction massive, le Code respecte le principe fondamental qui veut que les Etats soient autorisés, pour assurer leur défense, à se doter des équipements de leurs choix, dès lors que ceux-ci ne sont pas prohibés ou restreints par les traités internationaux. La résolution 1540 du Conseil de sécurité des Nations unies demande aux États d’établir des mesures de contrôle sur la prolifération des armes de destruction massive et leurs vecteurs. Tout comme le Code et les résolutions précédentes, elle distingue donc les vecteurs en tant que tels et les vecteurs associés à des armes de destruction massive. Dès lors, en l’absence de traité international prohibant la conception, le développement, l’acquisition et l’exportation d’armes balistiques, aucune de ces actions n’est illégitime, pour autant qu’elle soit réalisée dans le respect des engagements respectifs des États en termes de non-prolifération et des normes internationales.

## Contenu
Le Code énonce à l'article 2 les principes suivants :
- La nécessité de prévenir et de réduire la prolifération balistique et, à cette fin, de renforcer les instruments internationaux de désarmement et de non-prolifération ;
- La reconnaissance du fait que les Etats ne doivent pas être privés de l’utilisation de l’espace à des fins pacifiques, à la condition que les programmes spatiaux ne servent pas à dissimuler des programmes balistiques ;
- La reconnaissance de la nécessité de mesures de transparence en matière balistique et spatiale pour renforcer la confiance entre Etats.

Dans cet esprit, les États signataires s'engagent notamment à l'article 3 à :
- Réduire et prévenir la prolifération des missiles balistiques pouvant servir de vecteurs à des armes de destruction massive, tant au niveau mondial qu’au niveau régional, au moyen d’actions multilatérales, bilatérales et nationales ;
- N’accorder ni contribution, ni soutien, ni assistance à quelque programme de missiles balistiques que ce soit dans des pays susceptibles de concevoir ou d’acquérir des armes de destruction massive en infraction aux normes établies par les traités internationaux de désarmement et de non-prolifération et aux obligations qui en découlent pour ces pays.

## États participants
À l'origine, fin 2002, 101 États sont signataires du HCoC. À fin 2019, le Code a été signé par 143 États.
Parmi les neuf puissances nucléaires, six l'ont signé mais la Corée du Nord, Israël et le Pakistan ne l'ont pas signé.

## Sources